# Hondón de los Frailes
Hondón de los Frailes, en castillan et officiellement (Fondó dels Frares en valencien), est une commune de la province d'Alicante, dans la Communauté valencienne, en Espagne. Elle est située dans la comarque du Vinalopó Mitjà et dans la zone à prédominance linguistique valencienne. Sa population s'élevait à 1 217 habitants en 2013.

## Géographie

Localisation de Hondón de los Frailes
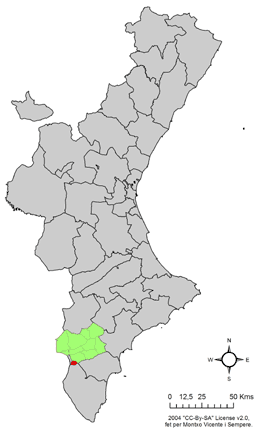
dans la Communauté valencienne.
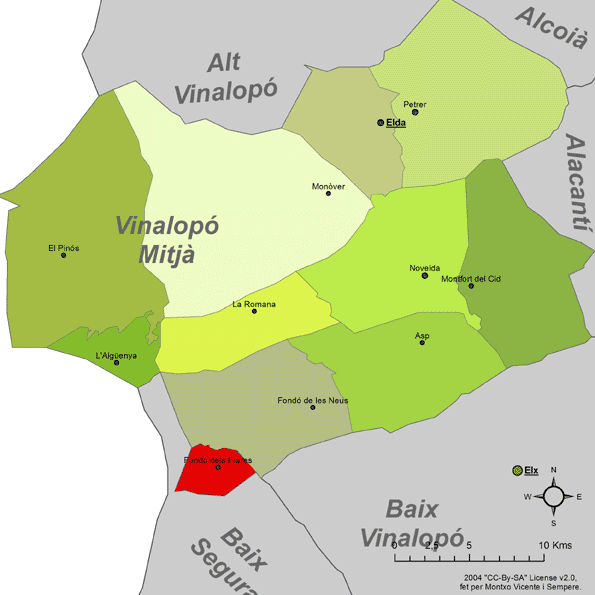
dans la comarque du Vinalopó Mitjà.

## Histoire
La commune de Hondón de los Frailes a été créée en 1970 par séparation de la commune de Fondó de les Neus.